# Landkreis Südwestpfalz
De Landkreis Südwestpfalz is een Landkreis in de Duitse deelstaat Rijnland-Palts. De Landkreis telt 94.912 inwoners (31 december 2020) op een oppervlakte van 953,76 km². Het bestuur zetelt in de stad Pirmasens, die als kreisfreie Stadt geen deel uitmaakt van de Landkreis.

## Steden en gemeenten
(Inwoners op 31 december 2020)
Verbandsgemeinden met hun bijbehorende gemeenten (Bestuurszetel van de Verbandsgemeinde *):
- 1. Verbandsgemeinde Dahner Felsenland

1. Bobenthal (298)
2. Bruchweiler-Bärenbach (1.585)
3. Bundenthal (1.074)
4. Busenberg (1.165)
5. Dahn, stad * (4.572)
6. Erfweiler (1.190)
7. Erlenbach bei Dahn (329)
8. Fischbach bei Dahn (1.492)
9. Hirschthal (83)
10. Ludwigswinkel (768)
11. Niederschlettenbach (283)
12. Nothweiler (132)
13. Rumbach (430)
14. Schindhard (521)
15. Schönau (Pfalz) (424)

- 2. Verbandsgemeinde Hauenstein

1. Darstein (201)
2. Dimbach (184)
3. Hauenstein (Pfalz) * (3.971)
4. Hinterweidenthal (1.572)
5. Lug (Pfalz) (598)
6. Schwanheim (Pfalz) (595)
7. Spirkelbach (683)
8. Wilgartswiesen (998)

- 3. Verbandsgemeinde Pirmasens-Land
[Sitz: Pirmasens]

1. Bottenbach (738)
2. Eppenbrunn (1.304)
3. Hilst (319)
4. Kröppen (695)
5. Lemberg (3.726)
6. Obersimten (634)
7. Ruppertsweiler (1.498)
8. Schweix (287)
9. Trulben (1.145)
10. Vinningen (1.671)

- 4. Verbandsgemeinde Rodalben

1. Clausen (1.481)
2. Donsieders (914)
3. Leimen (Pfalz) (964)
4. Merzalben (1.167)
5. Münchweiler an der Rodalb (2.866)
6. Rodalben, stad * (6.681)

- 5. Verbandsgemeinde Thaleischweiler-Fröschen - Wallhalben

1. Biedershausen (189)
2. Herschberg (801)
3. Hettenhausen (228)
4. Höheischweiler (846)
5. Höhfröschen (874)
6. Knopp-Labach (402)
7. Krähenberg (179)
8. Maßweiler (944)
9. Nünschweiler (749)
10. Obernheim-Kirchenarnbach (1.593)
11. Petersberg 884
12. Reifenberg (793)
13. Rieschweiler-Mühlbach (2.059)
14. Saalstadt (319)
15. Schauerberg (183)
16. Schmitshausen (395)
17. Thaleischweiler-Fröschen * (3.237)
18. Wallhalben (842)
19. Weselberg (1.314)
20. Winterbach (Pfalz) (508)

- 6. Verbandsgemeinde Waldfischbach-Burgalben

1. Geiselberg (764)
2. Heltersberg (2.021)
3. Hermersberg (1.736)
4. Höheinöd (1.218)
5. Horbach (Pfalz) (514)
6. Schmalenberg (754)
7. Steinalben (385)
8. Waldfischbach-Burgalben * (4.634)

- 7. Verbandsgemeinde Zweibrücken-Land
[Sitz: Zweibrücken]

1. Althornbach (673)
2. Battweiler (667)
3. Bechhofen (2.132)
4. Contwig (5.032)
5. Dellfeld (1.370)
6. Dietrichingen (334)
7. Großbundenbach (339)
8. Großsteinhausen (586)
9. Hornbach, stad (1.424)
10. Käshofen (627)
11. Kleinbundenbach (424)
12. Kleinsteinhausen (742)
13. Mauschbach (292)
14. Riedelberg (476)
15. Rosenkopf (364)
16. Walshausen (320)
17. Wiesbach (507)